# Alcosser
Alcosser (pron. valenziana: [alkoséɾ]; in spagnolo Alcocer de Planes) è un comune spagnolo situato nella comunità autonoma Valenciana.